# Los Barrios
Los Barrios là một đô thị trong tỉnh Cádiz, Tây Ban Nha. Diện tích 332 km² dân số 20119 người năm 2006.

## Dân số
| 1999   | 2000   | 2001   | 2002   | 2003   | 2004   | 2005   |
| ------ | ------ | ------ | ------ | ------ | ------ | ------ |
| 16.511 | 16.825 | 17.283 | 17.915 | 18.599 | 19.260 | 20.119 |

guồn: INE (tiếng Tây Ban Nha)